# Kassala
Kassala er en by i det østlige Sudan, med et indbyggertal på cirka 234.000. Byen er hovedstad i en region af samme navn, og ligger tæt ved landets grænse til Eritrea.